# Hi-Rez Studios
Hi-Rez Studios è una società americana di videogiochi.
L'azienda è stata fondata nel 2005 da Erez Goren e Todd Harris. I giochi di Hi-Rez Studios includono lo sparatutto a squadre Global Agenda, l'acclamato Tribes: Ascend, il MOBA in terza persona Smite, lo sparatutto con eroi Paladins e lo sparatutto in terza persona Rogue Company.
Nel 2012, Hi-Rez Studios è stato riconosciuto come uno dei 30 migliori sviluppatori di videogiochi da Game Developer Magazine e Gamasutra. Hi-Rez sono gli attuali proprietari della licenza Metaltech, tra cui Battledrome, Earthsiege, Starsiege, la serie CyberStorm e la serie Tribes. Ad eccezione di Battledrome e CyberStorm, i giochi sono stati pubblicati come freeware da Hi-Rez il 30 ottobre 2015.

## Storia
Erez Goren ha fondato gli Hi-Rez Studios con Todd Harris nel 2005. Hanno assunto sviluppatori di giochi esperti da altri titoli di successo, tra cui City of Heroes, The Elder Scrolls IV: Oblivion e Call of Duty.
Hi-Rez Studios impiega più di 450 persone nella sua struttura di sviluppo nel sobborgo settentrionale di Seattle e Brighton nel Regno Unito. Nell'agosto 2018, la società si è divisa in quattro studi separati: Titan Forge (responsabile dello sviluppo di SMITE), Evil Mojo (responsabile dello sviluppo di Paladins), Heroic Leap (responsabile dello sviluppo di Realm Royale. Questo studio si è successivamente fuso con Evil Mojo) e Alacrity Arthouse (responsabile dei servizi artistici centralizzati).
Nel 2019, Hi-Rez Studios ha annunciato la creazione di un nuovo studio, Red Beard Games, con sede nell'ufficio di Brighton. Il team sta attualmente lavorando a Divine Knockout.

## Giochi sviluppati
| Titolo                          | Piattaforme                                                                                 | Anno | Note                             |
| ------------------------------- | ------------------------------------------------------------------------------------------- | ---- | -------------------------------- |
| Global Agenda                   | Microsoft Windows                                                                           | 2010 | Gioco fermato il 2018            |
| Tribes: Ascend                  | Microsoft Windows                                                                           | 2012 |                                  |
| Smite                           | Microsoft Windows, macOS, Xbox One, PlayStation 4, Nintendo Switch                          | 2014 |                                  |
| Jetpack Fighter                 | iOS, Android                                                                                | 2016 |                                  |
| Hand of the Gods: Smite Tactics | Microsoft Windows, Xbox One, PlayStation 4                                                  | 2018 | Gioco fermato il 1º gennaio 2020 |
| Paladins Strike                 | iOS, Android                                                                                | 2018 | Gioco fermato nel 2020           |
| Paladins                        | Microsoft Windows, macOS, Xbox One, PlayStation 4, Nintendo Switch                          | 2018 |                                  |
| Realm Royale                    | Microsoft Windows, PlayStation 4, Xbox One, Nintendo Switch                                 | 2018 |                                  |
| Rogue Company                   | Microsoft Windows, PlayStation 4, Xbox One, Nintendo Switch, Xbox Series X/S, PlayStation 5 | 2020 |                                  |

### Global Agenda
Agenda globale è un gioco online a squadre. Il gioco è stato pubblicato il 1º febbraio 2010. Nell'aprile 2011, Global Agenda è diventato il primo gioco free-to-play rilasciato sulla piattaforma Steam, introducendo Elite e agenti gratuiti e un negozio di contanti in-game con punti Agenda.

### Tribes Universe
Tribes Universe era un multiplayer sparatutto in arena sviluppato da Hi-Rez Studios basato sulla serie Tribes. Il gioco, insieme all'acquisizione della proprietà intellettuale di 'Tribes' di Hi-Rez Studios da InstantAction, è stato annunciato per la prima volta il 23 ottobre 2010. Mentre si diceva che i test alpha iniziassero all'inizio del 2011, lo sviluppo su Tribes Universe è stato cancellato quando Hi-Rez Studios ha deciso di iniziare a lavorare su Tribes: Ascend.

### Tribù: Ascend
Tribes: Ascend è un free-to-play solo multiplayer sparatutto in prima persona e parte di Tribes franchising. È stato annunciato dagli Hi-Rez Studios l'11 marzo 2011 al PAX East e pubblicato il 12 aprile 2012. Tribes: Ascend ha ottenuto un metascore di 86, e PC Gamer lo ha classificato all'8º posto in un articolo sui migliori tiratori di tutti i tempi.
Il rappresentante degli Hi-Rez Studios, Todd Harris, ha annunciato l'abbandono del gioco da parte della società il 12 luglio 2013.

### Smite
Smite è un free-to-play in terza persona MOBA per Microsoft Windows, Xbox One, PlayStation 4, Nintendo Switch e OS X. I giocatori assumono il volto di divinità mitologiche di diversi pantheon e prendono parte a combattimenti nell'arena, usando poteri e tattiche di squadra contro altre divinità controllate dai giocatori e servitori non controllati dai giocatori. Hi-Rez Studios ha annunciato 'Smite' il 21 aprile 2011 al PAX East e ha iniziato il suo periodo di beta chiusa il 31 maggio 2012 per PC. Il 24 gennaio 2013 è seguita una beta aperta. Il processo beta ha prodotto oltre 74 milioni di ore di gioco e una vasta comunità competitiva.

### Paladins
Paladins è un gioco di squadra free-to-play online. Il giocatore deve scegliere un campione ciascuno con abilità uniche per combattere. Esistono quattro tipi di gruppi: Danno, Supporto, Fianco e Prima linea. L'attuale versione del sistema di carte consente loadout pre-progettati che forniscono potenziamenti a varie abilità e statistiche, nonché 'oggetti' che possono essere acquistati tramite crediti. Per ottenere crediti il giocatore deve giocare e combattere gli altri. Gli oggetti possono essere aggiornati a metà partita per fornire bonus prestazioni aggiuntivi. Il gioco è stato annunciato il 5 agosto 2015. Paladins è stato lanciato in open beta il 16 settembre 2016 e rilasciato su Steam come titolo di accesso anticipato lo stesso giorno.

### Rogue Company
Rogue Company è un free-to-play multiplayer sparatutto in terza persona videogioco sviluppato da First Watch Games. Rogue Company è entrata in beta chiusa a giugno 2020 su Nintendo Switch, PlayStation 4, Xbox One e su Microsoft Windows tramite Epic Games Store.

### Jetpack Fighter
Jetpack Fighter è un gioco ad alta velocità free-to-play per dispositivi mobili. Il gioco è stato rilasciato per la prima volta per iOS il 7 gennaio 2016 e gli editori Apple lo hanno definito il miglior nuovo gioco. A partire dal 27 luglio 2016, il gioco è stato rilasciato su Android. Il gioco ha ottenuto un metascore di 83.